# 圣艾蒂安-鲁瓦莱
圣艾蒂安-鲁瓦莱（法語：Saint-Étienne-Roilaye，法語發音：[sɛ̃.t‿etjɛn ʁwalɛ]）是法国瓦兹省的一个市镇，属于贡比涅区。

## 地理
圣艾蒂安-鲁瓦莱（49°22'4"N, 3°1'11"E）面积7.96 平方千米，位于法国上法蘭西大區瓦兹省，该省份为法国北部内陆省份，北起索姆省，西接厄尔省和滨海塞纳省，南至塞纳-马恩省和瓦兹河谷省，东临埃纳省。
与圣艾蒂安-鲁瓦莱接壤的市镇（或旧市镇、城区）包括：勒特伊、谢勒、克鲁图瓦、屈斯拉莫特、皮埃尔丰。

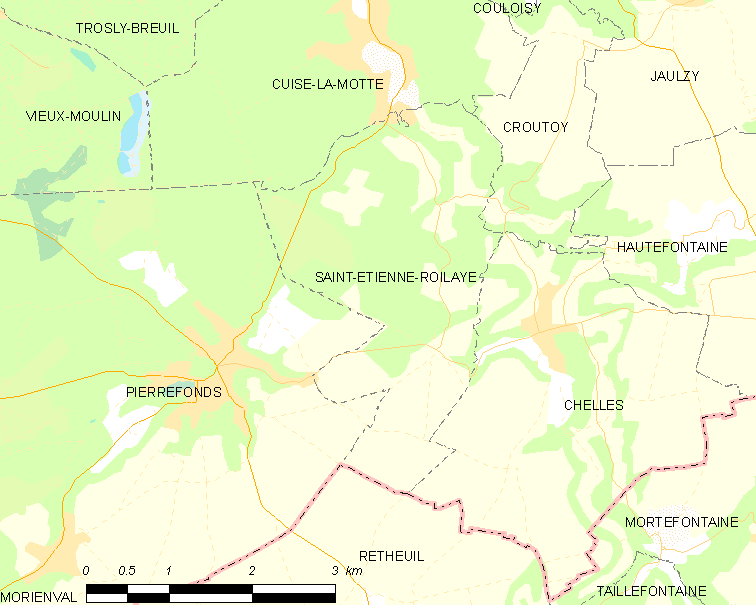
圣艾蒂安-鲁瓦莱的OSM定位图

圣艾蒂安-鲁瓦莱的时区为UTC+01:00、UTC+02:00（夏令时）。

## 行政
圣艾蒂安-鲁瓦莱的邮政编码为60350，INSEE市镇编码为60572。

## 政治
圣艾蒂安-鲁瓦莱所属的省级选区为贡比涅第二县。

## 人口

1962-2008年间圣艾蒂安-鲁瓦莱人口变化图示

圣艾蒂安-鲁瓦莱于2022年1月1日时的人口数量为292人。